# Cendijn Damdin
Cendijn Damdin (mong. Цэндийн Дамдин; ur. 31 marca 1957 w somonie Bajan-Adarga, zm. 22 lutego 2018) – mongolski judoka i sambista. Srebrny medalista olimpijski z Moskwy 1980 w wadze półlekkiej
Uczestnik mistrzostw świata w 1981 i 1983. Mistrz świata w sambo w 1979 roku.
Ojciec Damdiny Süldbajara, judoki i olimpijczyka z Aten 2004.

## Letnie Igrzyska Olimpijskie 1980
| Konkurencja | Eliminacje                    | Eliminacje            | Eliminacje               | Finały                   | Finały                     | Klas. końcowa |
| Konkurencja | Przeciwnik I                  | Przeciwnik II         | 1/4                      | 1/2                      | Finał                      | Miejsce       |
| ----------- | ----------------------------- | --------------------- | ------------------------ | ------------------------ | -------------------------- | ------------- |
| 65 kg       | Daniel Francois Fyfer (ZIM) Z | Yves Delvingt (FRA) Z | Wolfgang Biedron (SWE) Z | Janusz Pawłowski (POL) Z | Nikołaj Sołoduchin (URS) P | 2.            |